# Château-Larcher
Château-Larcher é uma comuna francesa na região administrativa da Nova Aquitânia, no departamento de Vienne. Estende-se por uma área de 15,35 km². Em 2010 a comuna tinha 1 055 habitantes (densidade: 68,7 hab./km²).